# Daniel Du Lac
Daniel Du Lac (* 3. listopadu 1976 Montpellier) je bývalý francouzský reprezentant ve sportovním lezení a ledolezení. Mistr Evropy v boulderingu. Vítěz světového poháru v boulderingu a světového poháru v ledolezení na obtížnost. Vyhrál první mistrovství Francie v boulderingu a poté ještě jedno. Závodil také v lezení na rychlost.

## Výkony a ocenění
- čtyři nominace na prestižní mezinárodní závody Rock Master v itelském Arcu v boulderingu a jedna v lezení na rychlost, v boulderingu získal tři medaile

### Závodní výsledky
sportovní lezení
| Arco Rock Master | Arco Rock Master | Arco Rock Master | Arco Rock Master | Arco Rock Master |
| Rok              | 1999             | 2000             | 2003             | 2004             |
| ---------------- | ---------------- | ---------------- | ---------------- | ---------------- |
| Rychlost         | 9-15             | —                | —                | —                |
| Bouldering       | 2                | 5                | 3                | 2                |

| Mistrovství světa ve sportovním lezení | Mistrovství světa ve sportovním lezení | Mistrovství světa ve sportovním lezení | Mistrovství světa ve sportovním lezení | Mistrovství světa ve sportovním lezení | Mistrovství světa ve sportovním lezení |
| Rok                                    | 1997                                   | 2001                                   | 2003                                   | 2005                                   | 2007                                   |
| -------------------------------------- | -------------------------------------- | -------------------------------------- | -------------------------------------- | -------------------------------------- | -------------------------------------- |
| Rychlost                               | 15                                     | —                                      | —                                      | —                                      | —                                      |
| Bouldering                             | —                                      | 4                                      | 19                                     | 6                                      | 6                                      |

| Světový pohár ve sportovním lezení | Světový pohár ve sportovním lezení | Světový pohár ve sportovním lezení | Světový pohár ve sportovním lezení | Světový pohár ve sportovním lezení | Světový pohár ve sportovním lezení | Světový pohár ve sportovním lezení | Světový pohár ve sportovním lezení | Světový pohár ve sportovním lezení | Světový pohár ve sportovním lezení | Světový pohár ve sportovním lezení | Světový pohár ve sportovním lezení | Světový pohár ve sportovním lezení | Světový pohár ve sportovním lezení |
| Rok                                | 1995                               | 1996                               | 1997                               | 1998                               | 1999                               | 2000                               | 2001                               | 2002                               | 2003                               | 2004                               | 2005                               | 2006                               | 2007                               |
| ---------------------------------- | ---------------------------------- | ---------------------------------- | ---------------------------------- | ---------------------------------- | ---------------------------------- | ---------------------------------- | ---------------------------------- | ---------------------------------- | ---------------------------------- | ---------------------------------- | ---------------------------------- | ---------------------------------- | ---------------------------------- |
| Bouldering                         |                                    |                                    |                                    |                                    | 4                                  | 3                                  | 23                                 | 4                                  | 3                                  | 1                                  | 3                                  | 69-70                              | 12                                 |
| jednotlivě* (x/x/x)                |                                    |                                    |                                    |                                    | 1,11,10,2,13,15                    | 5,,,6,,13                          | 5,-,-,-,-,                         | 6,21,                              | 6,,4, · 6,,14                      | ,,11,                              | ,4,8,10                            | -,-,-,-,-,-,25                     | -,10,25,3,9,24,-                   |

* poznámka: nalevo jsou poslední závody v roce
| Mistrovství Evropy ve sportovním lezení | Mistrovství Evropy ve sportovním lezení | Mistrovství Evropy ve sportovním lezení | Mistrovství Evropy ve sportovním lezení | Mistrovství Evropy ve sportovním lezení |
| Rok                                     | 1996                                    | 2002                                    | 2004                                    | 2007                                    |
| --------------------------------------- | --------------------------------------- | --------------------------------------- | --------------------------------------- | --------------------------------------- |
| Rychlost                                | 31                                      | —                                       | —                                       | —                                       |
| Bouldering                              | —                                       | 11                                      | 1                                       | 12                                      |

| Mistrovství Francie ve sportovním lezení | Mistrovství Francie ve sportovním lezení | Mistrovství Francie ve sportovním lezení | Mistrovství Francie ve sportovním lezení | Mistrovství Francie ve sportovním lezení | Mistrovství Francie ve sportovním lezení |
| Rok                                      | 1998                                     | 2002                                     | 2003                                     | 2004                                     | 2005                                     |
| ---------------------------------------- | ---------------------------------------- | ---------------------------------------- | ---------------------------------------- | ---------------------------------------- | ---------------------------------------- |
| Bouldering                               | 1                                        | 2                                        | 3                                        | 1                                        | 3                                        |

ledolezení
| Světový pohár v ledolezení | Světový pohár v ledolezení | Světový pohár v ledolezení |
| Rok                        | 2001                       | 2002                       |
| -------------------------- | -------------------------- | -------------------------- |
| Obtížnost                  | 1                          | ?                          |
| jednotlivě*                |                            | ,,?,,?,?,                  |

* poznámka: napravo jsou poslední závody v roce